# Commando Cody: Sky Marshal of the Universe
Commando Cody: Sky Marshal of the Universe (ou Commando Cody) é um seriado estadunidense de 1953, gênero ficção científica e aventura, dirigido por Fred C. Brannon, Harry Keller e Franklin Adreon, em 12 capítulos, estrelado por Judd Holdren, e Aline Towne. Commando Cody: Sky Marshal of the Universe foi originalmente concebido como uma série de televisão da Republic Pictures, mas foi lançado (por motivos contratuais) como um seriado cinematográfico em 17 de fevereiro de 1953, e apenas dois anos mais tarde, em 1955, foi lançado na TV com doze episódios de 25 minutos. Pode ser considerado, portanto, tanto seriado cinematográfico, quanto série de televisão, e não é considerado entre os 66 feitos pela Republic Pictures para o cinema.
Um seriado anterior da Republic, King of the Rocket Men, de 1949, introduzira o personagem Rocket Man, que usava um propulsor a jato com capacidade para voar. Posteriormente, personagens com características semelhantes reapareceriam em outros seriados, sob outros nomes, como é o caso de Commando Cody, que surge no seriado Radar Men from the Moon, também lançado pela Republic em 1952, que igualmente usa um propulsor a jato. Em Zombies of the Stratosphere, em 1952, o nome do herói foi mudado de Commando Cody para Larry Martin, mas apresenta os mesmos recursos, o traje com alta tecnologia e as instalações de laboratório que Commando Cody tem em Radar Men from the Moon. E em Commando Cody: Sky Marshal of the Universe,  de 1953, o personagem Commando Cody reaparece.

## Elenco
- Judd Holdren … Commando Cody
- Aline Towne … Joan Gilbert
- Gregory Gaye … The Ruler (Governante em português)
- Lyle Talbot … Baylor (seis episódios)
- Craig Kelly … Mr. Henderson

## Produção
Commando Cody foi filmado originalmente para ser uma série de televisão, em 12 partes, mas problemas contratuais forçaram a Republic a exibi-lo inicialmente como seriado cinematográfico, em 12 capítulos. Os episódios de TV eram seqüenciais, em ordem cronológica, e não tinham as terminações os tradicionais cliffhangers que caracterizavam os seriados anteriores.
A série de TV Sky Marshal estabelece uma pré-ligação com Radar Men from the Moon, mostrando fatos prévios àquele seriado, e o primeiro episódio apresenta os personagens Joan e Ted, ajudantes de Commando Cody em Radar Men from the Moon, em reunião com Cody pela primeira vez.
Houve uma quebra substancial entre a filmagem dos primeiros três e dos últimos nove episódios da série de TV, durante o qual Republic começou a filmar paralelamente o seriado Zombies of the Stratosphere, também estrelado por Judd Holdren e Aline Towne. Originalmente planejado para ser um seriado sobre Commando Cody, e uma sequência direta de Radar Men from the Moon, Zombies sofreu revisões de última hora em seus principais personagens: o personagem de Holdren, "Commando Cody", se tornou "Larry Martin". Enquanto isso, o terceiro episódio foi filmado de maneira a mostrar a morte aparente de The Ruler, sugerindo que pode ter sido reconsiderado pela Republic a filmagem dos restantes nove episódios de TV, convertendo os três que já estavam terminados em um filme de ficção científica regular.
Pelo tempo transcorrido até a retomada das filmagens de Sky Marshal, a Republic havia  perdido o ator William Schallert como o colega de Cody, Ted Richards (interpretado por William Bakewell em Radar Men from the Moon). Foi encontrado um substituto, Richard Crane, um ano antes de seu papel mais lembrado como o personagem-título da série de TV de ficção científica Rocky Jones, Space Ranger. The Ruler também ganhou uma ajudante, interpretada por Gloria Pall, embora não tivesse quase nenhum diálogo na tela.

### Traje

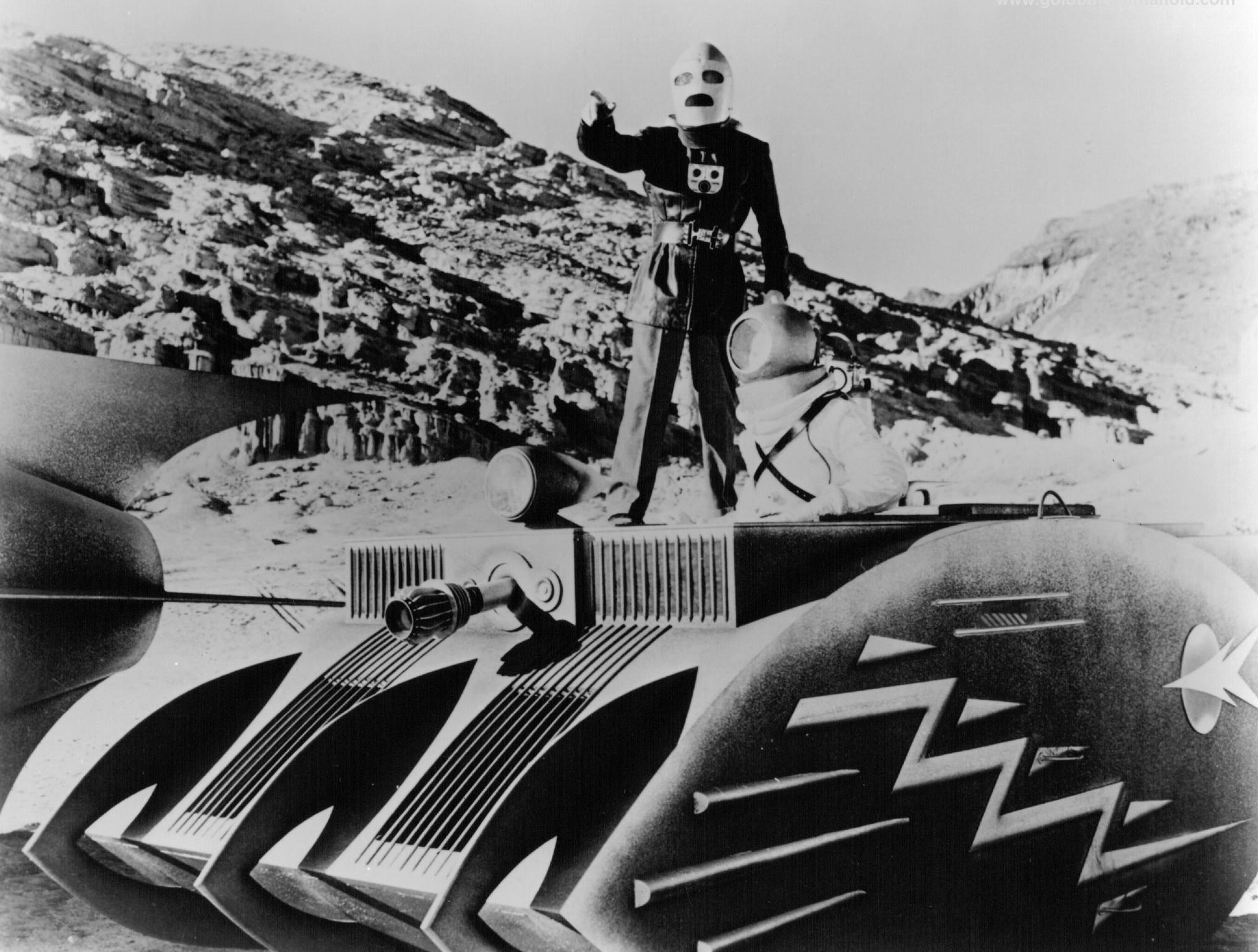
Commando Cody em um tanque lunar, foto promocional do seriado Radar Men from the Moon (1952).

Commando Cody reutiliza o traje que Rocket Man usou em seu primeiro seriado, em 1949, King of the Rocket Men. Vários elementos foram reutilizados, também, de outros seriados, tais como The Purple Monster Strikes, além de reciclar personagens, sets, conceitos de Radar Men from the Moon. Dois capacetes aerodinâmicos, em forma de bala, utilizaram-se novamente com o traje de Rocket Man: o primeiro foi feito de materiais mais leves, para ser usado apenas durante as diversas cenas de dublês; durante as filmagens.
Quando não estava em seu traje voador e capacete, Cody vestia uma túnica militar preta com muitas insígnias, ao invés do terno de Radar Men from the Moon. Cody também usa uma máscara preta, presumivelmente para ocultar sua verdadeira identidade.

### Filmagens
Quando abre a série de televisão, o futuro próximo é visto sob a perspectiva do início dos anos 1950. A Terra está em contato por rádio com civilizações em planetas do nosso sistema solar, com planetas em outros sistemas solares distantes, e Commando Cody acabou de construir a primeira espaçonave do mundo (o exterior do edifício-sede do Commando Cody é na verdade um prédio de escritórios do Republic Pictures).
Em cada episódio, The Ruler tenta dominar a terra com um novo esquema, sempre projetado para fazer o máximo uso da biblioteca de cenas de arquivo da Republic, dos vários desastres já usados em filmes. Para a série, foram filmadas várias cenas novas do espaço exterior que não tinham sido vistas antes em seriados da Republic, incluindo passeios no espaço para vários reparos de nave espacial exterior, duelos aéreos com armas de raios entre herói e naves inimigas; e céus negros estrelados (ao invés de céus iluminados e manchados de nuvens) para cenas de fundo quando Cody ou as naves dos vilões mostravam-se fora da atmosfera terrestre.
Cody e seus associados usam crachás especiais que escondem rádios para se comunicar uns com os outros, prefigurando emblemas de comunicação similares usados mais de 30 anos depois, em Star Trek: The Next Generation. Havia adereços e modas futuristas, bem como tomadas do foguete construído pela equipe de efeitos especiais da Republic, Howard e Theodore Lydecker: as naves de Cody e do The Ruler são a mesma miniatura com acessórios diferentes e marcações adicionadas para fazê-las parecer diferentes.

## Lançamento
O primeiro lançamento foi nos cinemas, em forma de seriado cinematográfico, em 1953, com 12 capítulos de aproximadamente 30 minutos.
Foi apresentado na televisão em 1955, pelo adido da Republic na TV, Hollywood Television Service nas estações da NBC. Os capítulos da série foram editados até 25 minutos e também apresentam diferentes partituras musicais e créditos de abertura.

## Capítulos
1. "Enemies of the Universe"
2. "Atomic Peril"
3. "Cosmic Vengeance"
4. "Nightmare Typhoon"
5. "War of the Space Giants"
6. "Destroyers of the Sun"
7. "Robot Monster from Mars"
8. "The Hydrogen Hurricane"
9. "Solar Sky Raiders"
10. "S.O.S. Ice Age"
11. "Lost in Outer Space"
12. "Captives of the Zero Hour"

## Série de televisão ou seriado cinematográfico?
O lançamento de Commando Cody como uma série semanal, apesar de ser filmado originalmente como uma série de TV, levou a uma controvérsia entre os puristas: deve ser incluído no cânone de seriados da Republic, ou deve ser considerado em separado, autônomo, limitado à ficção científica em uma série de TV? Os episódios de TV filmados primeiro foram intitulados e numerados como capítulos na versão cinematográfica em todas as impressões e publicidades da republic, enquanto a posterior transmissão da série, com as alterações feitas, ficou em distribuição por vários anos após a série terminar seus 12 capítulos semanais nos cinemas.
Os doze episódios série estão completos, mas com o mesmo enredo geral da série de TV: The Ruler está sempre tentando destruir a Terra. Embora não haja nenhuma terminação com o tradicional cliffhanger, cada capítulo da série tem uma resolução parcial no seu final: cada capanga primário do episódio escapa. A continuidade de episódios de TV deve ser mostrada em sua ordem correta, ao invés de ser visto nos capítulos seriados intercambiáveis.
Referências sobre seriados cinematográficos, no entanto, geralmente excluem a versão serial do Sky Marshal, ou simplesmente a mencionam de passagem como uma série de TV feita posteriormente pela Republic.